# Deathrace King
Deathrace King – album studyjny szwedzkiego zespołu melodic death metalowego The Crown. Wydawnictwo ukazało się 25 kwietnia 2000 roku nakładem wytwórni muzycznej Metal Blade Records.

## Lista utworów
Opracowano na podstawie materiału źródłowego.
1. „Deathexplosion” – 03:57
2. „Executioner – Slayer of the Light” – 03:45
3. „Back from the Grave” – 03:07
4. „Devil Gate Ride” – 04:10
5. „Vengeance” – 04:45
6. „Rebel Angel” – 04:22
7. „I Won't Follow” – 04:28
8. „Blitzkrieg Witchcraft” – 03:38
9. „Dead Man's Song” – 04:08
10. „Total Satan” – 04:07
11. „Killing Star (Superbia Luxuria XXX)” – 08:38